# La Fille du train (roman)
Pour l’article homonyme, voir La Fille du train (film).
La Fille du train est un thriller psychologique écrit par l'auteur britannique Paula Hawkins, édité en 2015.

## Résumé
L'histoire est racontée du point de vue des trois personnages féminins : Rachel, Megan et plus rarement Anna. Chaque chapitre est raconté en alternance par un de ces personnages, il se divise en une ou plusieurs journées, un peu sous la forme d'un journal, découpées en deux ou trois sous sections : matin, soir et quelquefois après-midi.
Rachel Watson est une femme de 32 ans, qui a sombré dans la dépression et l'alcool du fait de ne pouvoir avoir d'enfant. Son alcoolisme lui fait perdre son mari Tom et plus tard son travail. Son ex-mari s'est depuis remis en ménage avec sa maitresse, Anna, et leur fille, dans l'ancienne maison du couple, tandis que Rachel loue une chambre chez Cathy, une de ses amies.
Afin d'occuper ses journées et tromper sa colocataire sur la perte de son emploi, Rachel fait l’aller-retour vers Londres quotidiennement en train, passant près de son ancienne adresse. Assise tous les jours à la même place, elle voit depuis la fenêtre un couple voisin de Scott et Megan, qu'elle a surnommé Jason et Jess et qu'elle imagine comme un couple heureux et sans histoire. Un matin, elle voit « Jess » avec un autre homme, et apprend quelques jours plus tard la disparition de cette femme, de son vrai nom Megan Hipwell. Persuadée qu'elle a vu quelque chose concernant la disparition de Megan pendant une nuit d'ébriété, Rachel va se rapprocher de Scott/« Jason », devant ainsi recroiser à nouveau Tom et Anna.

## Réception
Le roman est arrivé très vite à la première place des meilleures ventes de fiction de 2015 (versions papier et numérique combinées) du 1er février au 26 avril 2015, soit 13 semaines consécutives. Plusieurs critiques l'ont considéré comme « le successeur de Les Apparences », roman à succès de 2012 de Gillian Flynn,.
Au début du mois de mars 2015, le roman s'était vendu à plus d'un million d'exemplaires et 1,5 million en avril. Le roman est resté à la première place des livres les plus vendus au Royaume-Uni pendant 20 semaines, ce qui est un record. Début août 2015, le livre s'était vendu à 3 millions d'exemplaires aux États-Unis.

## Adaptations

### Cinéma
Les droits d'adaptation du film ont été achetés par DreamWorks Pictures le 24 mars 2014 avec Marc Platt à la production  . Le 21 mai, Tate Taylor est choisi pour réaliser le film, sur un scénario adapté par Erin Cressida Wilson. Le 5 juin 2015, l'actrice anglaise Emily Blunt était en négociations pour le rôle de Rachel. En juillet 2015, l'auteur Paula Hawkins révèle que l'intrigue se tiendra non plus dans la région de Londres mais aux États-Unis. En août, Rebecca Ferguson obtient le rôle d'Anna.
Netflix sort également sa propre adaptation en 2021.

### Livres audio
Le livre est disponible en livre audio, lu par Valérie Marchant, Joséphine de Renesse et Julie Basecqz, aux éditions Audiolib.

## Distinction
- Festival Polar de Cognac 2015 : Prix polar du meilleur roman international[16]